# 红旗新村
红旗新村是中華人民共和國上海市閔行區的一個住宅區，占地44公顷余，建築面積25萬平方米，3至6層的住宅楼房138幢。红旗新村东至北竹港，西至华宁路，南至东川路，北至凤庆路。红旗新村建於1960年（一說是隨著1958年閔行經濟技術開發區的建設而建成）。